# Polska na Mistrzostwach Świata Juniorów w Lekkoatletyce 1986
Polska na Mistrzostwach Świata Juniorów w Lekkoatletyce 1986 – reprezentacja Polski uczestniczyła w Atenach w pierwszej edycji juniorskiego czempionatu. Podczas zawodów męska sztafeta 4 × 100 metrów w składzie Jarosław Kaniecki, Tomasz Jędrusik, Jacek Konopka oraz Marek Parjaszewski zdobyła brązowy medal.

## Wyniki reprezentantów Polski

### Mężczyźni
- Bieg na 100 m
  - Jacek Konopka z czasem 10,61 odpadł w półfinale
  - Marek Parjaszewski z czasem 10,97 odpadł w eliminacjach
- Bieg na 200 m
  - Jarosław Kaniecki z czasem 21,46 zajął 6. miejsce
  - Jerzy Lewandowicz z czasem 22,10 odpadł w półfinale
- Bieg na 400 m
  - Krzysztof Sidowski z czasem 47,92 odpadł w półfinale
  - Dariusz Rychter z czasem 48,30 odpadł w eliminacjach
- Bieg na 800 m
  - Marek Szymkowicz z czasem 1:50,27 odpadł w półfinale
- Bieg na 1500 m
  - Karol Miłkowski z czasem 3:51,85 odpadł w eliminacjach
- Bieg na 400 m przez płotki
  - Andrzej Nowak z czasem 52,38 odpadł w półfinale
- Bieg na 2000 m z przeszkodami
  - Tomasz Szabliński z czasem 5:48,90 zajął 13. miejsce
  - Jarosław Folta nie ukończył biegu finałowego
- Sztafeta 4 × 100 m
  - Reprezentacja w składzie Jarosław Kaniecki, Tomasz Jędrusik, Jacek Konopka oraz Marek Parjaszewski z czasem 39,98 zdobyła brązowy medal
- Sztafeta 4 × 400 m
  - Reprezentacja w składzie Tomasz Jędrusik, Marek Szymkowicz, Dariusz Rychter oraz Krzysztof Sidowski z czasem 3:07,39 zajęła 6. miejsce
- Skok wzwyż
  - Artur Partyka z wynikiem 2,11 odpadł w eliminacjach
  - Jarosław Kotewicz z wynikiem 2,06 odpadł w eliminacjach
- Skok o tyczce
  - Wojciech Dakiniewicz z wynikiem 5,00 zajął 10. miejsce
- Rzut oszczepem
  - Mirosław Witek z wynikiem 65,64 zajął 11. miejsce

### Kobiety
- Bieg na 100 m
  - Dorota Krawczak z czasem 12,05 odpadła w półfinale
- Bieg na 200 m
  - Dorota Krawczak z czasem 24,67 odpadła w półfinale
- Bieg na 400 m
  - Małgorzata Kurach z czasem 54,18 zajęła 7. miejsce
- Bieg na 800 m
  - Dorota Buczkowska z czasem 2:05,82 odpadła w półfinale
  - Beata Hoffman z czasem 2:05,86 odpadła w półfinale
- Bieg na 100 m przez płotki
  - Małgorzata Zep z czasem 14,35 zajęła 8. miejsce
- Chód na 5000 m
  - Barbara Niewójt z czasem 24:36,09 zajęła 11. miejsce
  - Beata Betlej z czasem 25:36,88 zajęła 19. miejsce